# 高松長三

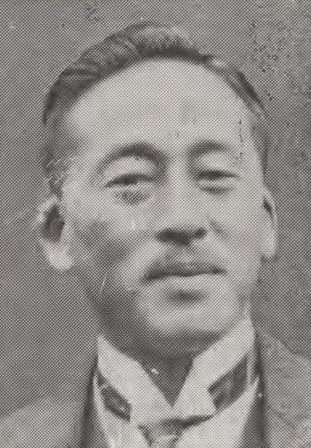
高松長三

高松 長三（たかまつ ちょうぞう、旧姓・矢口、1884年（明治17年）7月1日 - 1955年（昭和30年）1月12日）は、日本の政治家（衆議院議員）、海軍軍人（階級は海軍主計少将）。相模運輸社長。三笠保存会顧問。

## 経歴
栃木県塩谷郡北高根沢村（現在の高根沢町）に生まれる。矢口長右衛門の三男。高松家の婿養子となった。1909年（明治42年）に東京帝国大学法科大学法律学科（独法）を卒業。
主計試補に任じ、1912年（大正元年）に海軍主計大尉に任官。1918年（大正7年）に主計少監に進み、1932年（昭和7年）に主計少将に累進する。その間、磐手主計長兼分隊長、海軍省軍需局局員、横須賀海軍経理部第一課長、横須賀海軍工廠会計部長、軍需局第三課長、海軍経理学校教官、連合艦隊主計長、横須賀海軍軍需部長を歴任した。1934年（昭和9年）、予備役。
1936年（昭和11年）、第19回衆議院議員総選挙に出馬し、当選。立憲民政党に所属。
その他、相模運輸株式会社取締役を務めた。

## 人物
宗教は真宗。趣味は武技、スポーツ。住所は東京日暮里。

## 家族・親族
高松家
- 養母[5]
- 妻・ヒサコ（1888年 - ?、石原長三郎の長女）[4][5]
- 男・英一（1911年 - ?）[4]
- 長女[4]

親戚
- 実兄・矢口長右衛門（貴族院議員、栃木県多額納税者）